# Чириково (Липецкая область)
Чи́риково — упразднённый посёлок железнодорожной станции в Липецком районе Липецкой области России. Входил на год упразднения в состав Новодмитриевского сельсовета. В 1988 году включен в состав села Новодмитриевка и исключен из учётных данных.

## Топоним
Название — по Чириковым, которые владели здешними землями в начале XIX века, вместе с селом Спасское-Чириково.

## История
Возник в 1868 году в связи со строительском железнодорожной станции на линии Грязи - Елец.
В 1988 году село Чириково, а также расположенная рядом деревня Любо-Чистополье вошли в состав объединённого села Новодмитриевка.